# Lliga Primera FFCV 2024-25
La temporada 2024-25 de la Lliga Primera FFCV de fútbol corresponde a la segunda edición de este campeonato que ocupa el séptimo nivel en el sistema de ligas de fútbol de España en la Comunidad Valenciana. Comenzó el 8 de septiembre de 2024 y finalizó el 25 de mayo de 2025. Posteriormente, a partir del 31 de mayo se disputó la promoción de ascenso a la Lliga Comunitat.

## Sistema de competición
La liga consiste en 64 equipos distribuidos por proximidad geográfica en cuatro grupos de 16 equipos cada uno. Al término de la temporada, los campeones ascienden a Lliga Comunitat de forma directa, a los que se unirán los dos vencedores de la promoción de ascenso, disputada por los subcampeones. Descienden a Lliga Segona FFCV los tres últimos clasificados de cada grupo.

## Clasificaciones

### Grupo 1
| Pos. | Equipo                           | Pts. | PJ | G  | E  | P  | GF | GC | Dif. |                                        |
| ---- | -------------------------------- | ---- | -- | -- | -- | -- | -- | -- | ---- | -------------------------------------- |
| 1    | C. F. Atlètic Quart de les Valls | 60   | 30 | 17 | 9  | 4  | 55 | 29 | +26  | Ascenso a Lliga Comunitat              |
| 2    | C. D. Vall d'Alba                | 56   | 30 | 17 | 5  | 8  | 61 | 47 | +14  | Promoción de ascenso a Lliga Comunitat |
| 3    | C. D. Benicarló                  | 55   | 30 | 16 | 7  | 7  | 49 | 27 | +22  |                                        |
| 4    | Vinaròs C. F.                    | 49   | 30 | 15 | 4  | 11 | 54 | 41 | +13  |                                        |
| 5    | C. D. Cabanes                    | 49   | 30 | 14 | 7  | 9  | 44 | 35 | +9   |                                        |
| 6    | C. F. Nules                      | 47   | 30 | 14 | 5  | 11 | 49 | 53 | −4   |                                        |
| 7    | C. D. Roda "B"                   | 46   | 30 | 14 | 4  | 12 | 48 | 42 | +6   |                                        |
| 8    | Godella C. F.                    | 44   | 30 | 13 | 5  | 12 | 53 | 52 | +1   |                                        |
| 9    | U. D. Paterna                    | 40   | 30 | 10 | 10 | 10 | 47 | 47 | 0    |                                        |
| 10   | C. F. Alcalà                     | 37   | 30 | 10 | 7  | 13 | 37 | 40 | −3   |                                        |
| 11   | C. F. Atlético Moncadense        | 36   | 30 | 8  | 12 | 10 | 37 | 39 | −2   |                                        |
| 12   | C. F. San Pedro                  | 36   | 30 | 10 | 6  | 14 | 45 | 51 | −6   |                                        |
| 13   | Alboraya U. D.                   | 30   | 30 | 7  | 9  | 14 | 38 | 53 | −15  |                                        |
| 14   | Moncofa F. C.                    | 27   | 30 | 7  | 6  | 17 | 29 | 53 | −24  | Descenso a Lliga Segona FFCV           |
| 15   | Club Almenara Atlètic            | 26   | 30 | 6  | 8  | 16 | 48 | 65 | −17  | Descenso a Lliga Segona FFCV           |
| 16   | C. F. Albuixech                  | 26   | 30 | 6  | 8  | 16 | 34 | 54 | −20  | Descenso a Lliga Segona FFCV           |

Actualizado a los partidos jugados el 25 de mayo de 2025.
 Fuente: FFCV

### Grupo 2
| Pos. | Equipo                                   | Pts. | PJ | G  | E  | P  | GF | GC  | Dif. |                                        |
| ---- | ---------------------------------------- | ---- | -- | -- | -- | -- | -- | --- | ---- | -------------------------------------- |
| 1    | Paiporta C. F.                           | 69   | 30 | 21 | 6  | 3  | 92 | 31  | +61  | Ascenso a Lliga Comunitat              |
| 2    | U. D. Aldaia C. F.                       | 59   | 30 | 18 | 5  | 7  | 72 | 38  | +34  | Promoción de ascenso a Lliga Comunitat |
| 3    | C. F. Atlético Barrio La Luz - Xirivella | 59   | 30 | 18 | 5  | 7  | 59 | 31  | +28  |                                        |
| 4    | Mislata C. F.                            | 58   | 30 | 18 | 4  | 8  | 76 | 49  | +27  |                                        |
| 5    | San Antonio de Benagéber C. F.           | 57   | 30 | 17 | 6  | 7  | 60 | 30  | +30  |                                        |
| 6    | Torrent C. F. "B"                        | 50   | 30 | 13 | 11 | 6  | 46 | 31  | +15  |                                        |
| 7    | U. D. Juventud Barrio del Cristo         | 47   | 30 | 14 | 5  | 11 | 44 | 51  | −7   |                                        |
| 8    | U. E. Vall del Alcalans                  | 44   | 30 | 13 | 5  | 12 | 55 | 41  | +14  |                                        |
| 9    | C. D. A. San Marcelino                   | 39   | 30 | 11 | 6  | 13 | 40 | 48  | −8   |                                        |
| 10   | Atlético Vallbonense                     | 37   | 30 | 11 | 4  | 15 | 45 | 44  | +1   |                                        |
| 11   | C. D. Turís                              | 37   | 30 | 11 | 4  | 15 | 42 | 61  | −19  |                                        |
| 12   | C. D. F. B. L'Eliana                     | 35   | 30 | 10 | 5  | 15 | 45 | 58  | −13  |                                        |
| 13   | Júpiter C. F. de Massamagrell            | 33   | 30 | 9  | 6  | 15 | 35 | 52  | −17  |                                        |
| 14   | C. F. Cracks                             | 27   | 30 | 6  | 9  | 15 | 34 | 51  | −17  | Descenso a Lliga Segona FFCV           |
| 15   | C. F. Històrics de València              | 11   | 30 | 2  | 5  | 23 | 38 | 108 | −70  | Descenso a Lliga Segona FFCV           |
| 16   | C. F. Vilamarxant                        | 10   | 30 | 0  | 10 | 20 | 21 | 80  | −59  | Descenso a Lliga Segona FFCV           |

Actualizado a los partidos jugados el 25 de mayo de 2025.
 Fuente: FFCV

### Grupo 3
| Pos. | Equipo                     | Pts. | PJ | G  | E  | P  | GF | GC | Dif. |                                        |
| ---- | -------------------------- | ---- | -- | -- | -- | -- | -- | -- | ---- | -------------------------------------- |
| 1    | C. E. Alberic              | 68   | 30 | 20 | 8  | 2  | 50 | 23 | +27  | Ascenso a Lliga Comunitat              |
| 2    | E. F. C. F. Promeses Sueca | 65   | 30 | 19 | 8  | 3  | 66 | 20 | +46  | Promoción de ascenso a Lliga Comunitat |
| 3    | Muro C. F.                 | 63   | 30 | 20 | 3  | 7  | 67 | 26 | +41  |                                        |
| 4    | Algemesí C. F.             | 52   | 30 | 15 | 7  | 8  | 52 | 30 | +22  |                                        |
| 5    | C. D. E. B. Ontinyent      | 51   | 30 | 14 | 9  | 7  | 49 | 31 | +18  |                                        |
| 6    | Ràcing d'Algemesí C. F.    | 48   | 30 | 13 | 9  | 8  | 44 | 33 | +11  |                                        |
| 7    | C. E. La Font d'en Carròs  | 46   | 30 | 14 | 4  | 12 | 44 | 33 | +11  |                                        |
| 8    | Massanassa C. F.           | 46   | 30 | 14 | 4  | 12 | 49 | 43 | +6   |                                        |
| 9    | C. F. Llutxent             | 41   | 30 | 11 | 8  | 11 | 33 | 36 | −3   |                                        |
| 10   | U. E. L'Alcúdia            | 41   | 30 | 10 | 11 | 9  | 39 | 30 | +9   |                                        |
| 11   | C. D. Contestano           | 35   | 30 | 10 | 5  | 15 | 43 | 49 | −6   |                                        |
| 12   | U. E. La Mancomunitat      | 29   | 30 | 8  | 5  | 17 | 39 | 77 | −38  |                                        |
| 13   | Pego C. F.                 | 27   | 30 | 7  | 6  | 17 | 27 | 46 | −19  |                                        |
| 14   | U. D. Portuarios-DISARP    | 23   | 30 | 6  | 5  | 19 | 34 | 67 | −33  | Descenso a Lliga Segona FFCV           |
| 15   | U. D. Canals               | 19   | 30 | 5  | 4  | 21 | 24 | 66 | −42  | Descenso a Lliga Segona FFCV           |
| 16   | C. D. Rafelguaraf          | 17   | 30 | 5  | 2  | 23 | 25 | 75 | −50  | Descenso a Lliga Segona FFCV           |

Actualizado a los partidos jugados el 25 de mayo de 2025.
 Fuente: FFCV

### Grupo 4
| Pos. | Equipo                          | Pts. | PJ | G  | E  | P  | GF | GC | Dif. |                                        |
| ---- | ------------------------------- | ---- | -- | -- | -- | -- | -- | -- | ---- | -------------------------------------- |
| 1    | C. D. Jávea                     | 59   | 30 | 19 | 2  | 9  | 54 | 35 | +19  | Ascenso a Lliga Comunitat              |
| 2    | Mutxamel C. F.                  | 57   | 30 | 17 | 6  | 7  | 57 | 28 | +29  | Promoción de ascenso a Lliga Comunitat |
| 3    | Santa Pola C. F.                | 53   | 30 | 15 | 8  | 7  | 56 | 34 | +22  |                                        |
| 4    | C. D. Almoradí                  | 52   | 30 | 15 | 7  | 8  | 58 | 38 | +20  |                                        |
| 5    | C. D. Betis Florida             | 47   | 30 | 14 | 5  | 11 | 59 | 46 | +13  |                                        |
| 6    | C. D. Murada                    | 46   | 30 | 13 | 7  | 10 | 57 | 44 | +13  |                                        |
| 7    | Novelda C. F.                   | 43   | 30 | 12 | 7  | 11 | 47 | 44 | +3   |                                        |
| 8    | C. D. Montesinos                | 42   | 30 | 12 | 6  | 12 | 44 | 51 | −7   |                                        |
| 9    | Callosa Deportiva C. F.         | 41   | 30 | 10 | 11 | 9  | 41 | 40 | +1   |                                        |
| 10   | C. D. El Campello               | 40   | 30 | 11 | 7  | 12 | 40 | 40 | 0    |                                        |
| 11   | Catral - Castrum C. F.          | 39   | 30 | 12 | 3  | 15 | 48 | 51 | −3   |                                        |
| 12   | Villena C. F.                   | 39   | 30 | 12 | 3  | 15 | 47 | 60 | −13  |                                        |
| 13   | Benferri C. F.                  | 38   | 30 | 10 | 8  | 12 | 51 | 56 | −5   |                                        |
| 14   | Villajoyosa C. F.               | 38   | 30 | 10 | 8  | 12 | 36 | 37 | −1   | Descenso a Lliga Segona FFCV           |
| 15   | C. F. Intercity "B"             | 18   | 30 | 4  | 6  | 20 | 32 | 70 | −38  | Descenso a Lliga Segona FFCV           |
| 16   | Sporting de San Fulgencio C. F. | 18   | 30 | 4  | 6  | 20 | 20 | 73 | −53  | Descenso a Lliga Segona FFCV           |

Actualizado a los partidos jugados el 25 de mayo de 2025.
 Fuente: FFCV

## Promoción de ascenso a Lliga Comunitat
| Ida; 31 de mayo de 2025, 18:30 | Mutxamel C. F. | 0:0     | U. D. Aldaia C. F. | Nou Los Olmos, Muchamiel     |                              |
|                                |                | Reporte |                    | Árbitro(s): Gisbert Martínez | Árbitro(s): Gisbert Martínez |

| Vuelta; 7 de junio de 2025, 18:30 | U. D. Aldaia C. F. | 0:1 (0:1) (Global 0:1) | Mutxamel C. F. | Polideportivo Municipal, Aldaya |                              |
|                                   |                    | Reporte                | 7' Ismael      | Árbitro(s): Penalba Bernabeu    | Árbitro(s): Penalba Bernabeu |

| Asciende Mutxamel C. F. |

| Ida; 1 de junio de 2025, 19:15 | E. F. C. F. Promeses Sueca                | 3:0 (1:0) | C. D. Vall d'Alba | Antonio Puchades, Sueca   |                           |
|                                | David Fulgencio 43' · Luis Torres 79' 91' | Reporte   |                   | Árbitro(s): López Herraiz | Árbitro(s): López Herraiz |

| Vuelta; 7 de junio de 2025, 18:30 | C. D. Vall d'Alba                      | 3:1 (2:1) (Global 3:4) | E. F. C. F. Promeses Sueca | L`Avenc, Vall d'Alba |  |
|                                   | Addar 20' · Aineto 28' · Centelles 87' | Reporte                | 22' Vera                   |                      |  |

| Asciende E. F. C. F. Promeses Sueca |